# Phaneta autumnana
Phaneta autumnana is een vlinder uit de familie van de bladrollers (Tortricidae). De wetenschappelijke naam van de soort is, als Thiodia autumnana, voor het eerst geldig gepubliceerd in 1942 door James Halliday McDunnough.

## Type
- holotype: "male"
- instituut: CNC, Ottawa, Ontario, Canada
- typelocatie: "Canada, Quebec, Lac-Ste-Marie"